# Heilig Hartbeeld (Waalre)
Het Heilig Hartbeeld is een standbeeld in het Nederlandse dorp Waalre, in de provincie Noord-Brabant.

## Achtergrond
Beeldhouwer Jan Custers maakte het Heilig Hartbeeld dat in oktober 1921 werd geïntroniseerd. Het staat aan de Markt, bij de Sint-Willibrorduskerk die vier jaar later in gebruik werd genomen.

## Beschrijving
Het beeld toont Christus staande op een halve wereldbol en gekleed in een lang, gedrapeerd gewaad. Hij maakt een zegenend gebaar met zijn opgeheven rechterhand en wijst met zijn linkerhand naar het Heilig Hart op zijn borst. In beide handen zijn de stigmata zichtbaar.
Op de gebeeldhouwde en getrapte sokkel is aan de voorzijde in reliëf het christusmonogram aangebracht, in de top de tekst 

IK BEN UW KONING

Het geheel wordt omgeven door een laag hekwerk van pilasters en metalen pijpen.